# میشاییل براونگارت
میشاییل براونگارت (آلمانی: Michael Braungart؛ زادهٔ ۱۹۵۸ (۶۶–۶۷ سال)) یک شیمی‌دان و فعال محیط زیست اهل آلمان است.